# Tessy-Bocage
Tessy-Bocage (Schreibweise 2016–2017: Tessy Bocage) ist eine französische Gemeinde mit 2.219 Einwohnern (Stand: 1. Januar 2022) im Département Manche in der Region Normandie. Sie gehört zum Arrondissement Saint-Lô und zum Kanton Condé-sur-Vire.
Tessy-Bocage wurde zum 1. Januar 2016 als Commune nouvelle aus den bisherigen Gemeinden Fervaches und Tessy-sur-Vire gebildet.
Zum 1. Januar 2018 wurde Pont-Farcy aus dem Département Calvados zusätzlich eingemeindet. Die ehemaligen Gemeinden haben in der neuen Gemeinde den Status einer Commune déléguée. Der Verwaltungssitz befindet sich im Ort Tessy-sur-Vire.

## Gliederung
| Ortsteil                           | ehemaliger INSEE-Code | Fläche (km²) | Einwohnerzahl (Stand: 2018) |
| ---------------------------------- | --------------------- | ------------ | --------------------------- |
| Pont-Farcy (seit 1. Januar 2018)   | 14513                 | 13,45        | 0544                        |
| Fervaches                          | 50180                 | 04,89        | 0348                        |
| Tessy-sur-Vire (Verwaltungssitz)00 | 50592                 | 15,90        | 1425                        |

## Geographie
Tessy-Bocage liegt etwa 15 Kilometer südlich vom Stadtzentrum von Saint-Lô am Vire. Umgeben wird Tessy-Bocage von den Nachbargemeinden Condé-sur-Vire im Norden, Domjean im Osten und Nordosten, Fourneaux und Beuvrigny im Osten, Torigny-les-Villes im Osten und Südosten, Souleuvre en Bocage und Pont-Bellanger im Südosten, Sainte-Marie-Outre-l’Eau, Saint-Vigor-des-Monts und Gouvets im Süden, Montabot im Südwesten, Beaucoudray im Westen sowie Moyon Villages im Westen und Nordwesten.
Durch die Gemeinde führt die Autoroute A84.

## Sehenswürdigkeiten

### Fervaches
- Kirche Saint-Pierre-ès-Liens aus dem 19. Jahrhundert, Monument historique
- Grotte am Vire

### Tessy-sur-Vire
- Kirche Saint-Pierre aus dem 15. Jahrhundert, Umbauten aus dem 19. Jahrhundert
- Schloss La Millerie mit Park

### Pont-Farcy
- Kirche Saint-Jean-Baptiste aus dem 17. Jahrhundert
- Kirche Saint-Aubin in Pleines-Œuvres

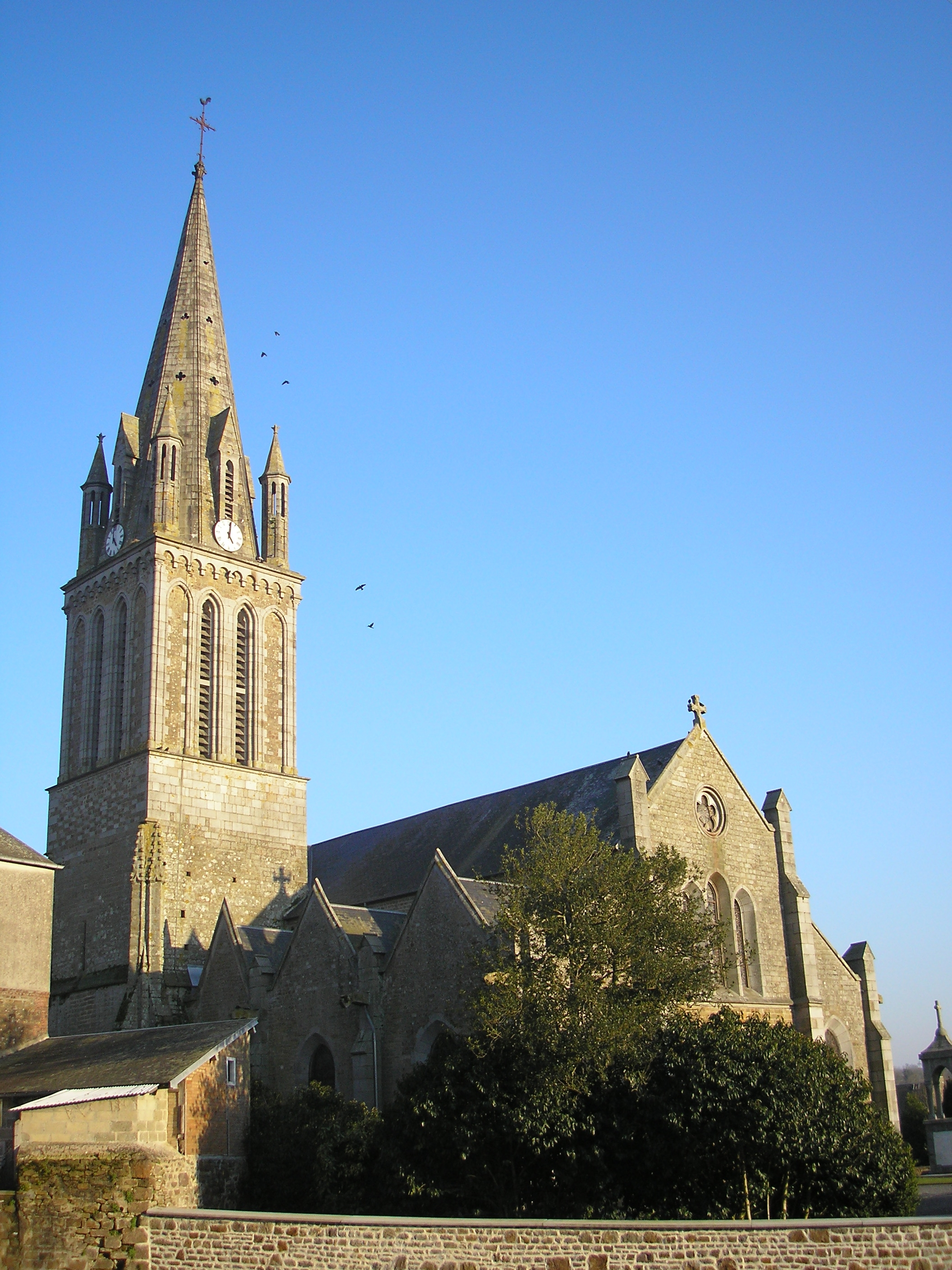
Kirche Saint-Pierre in Tessy-sur-Vire
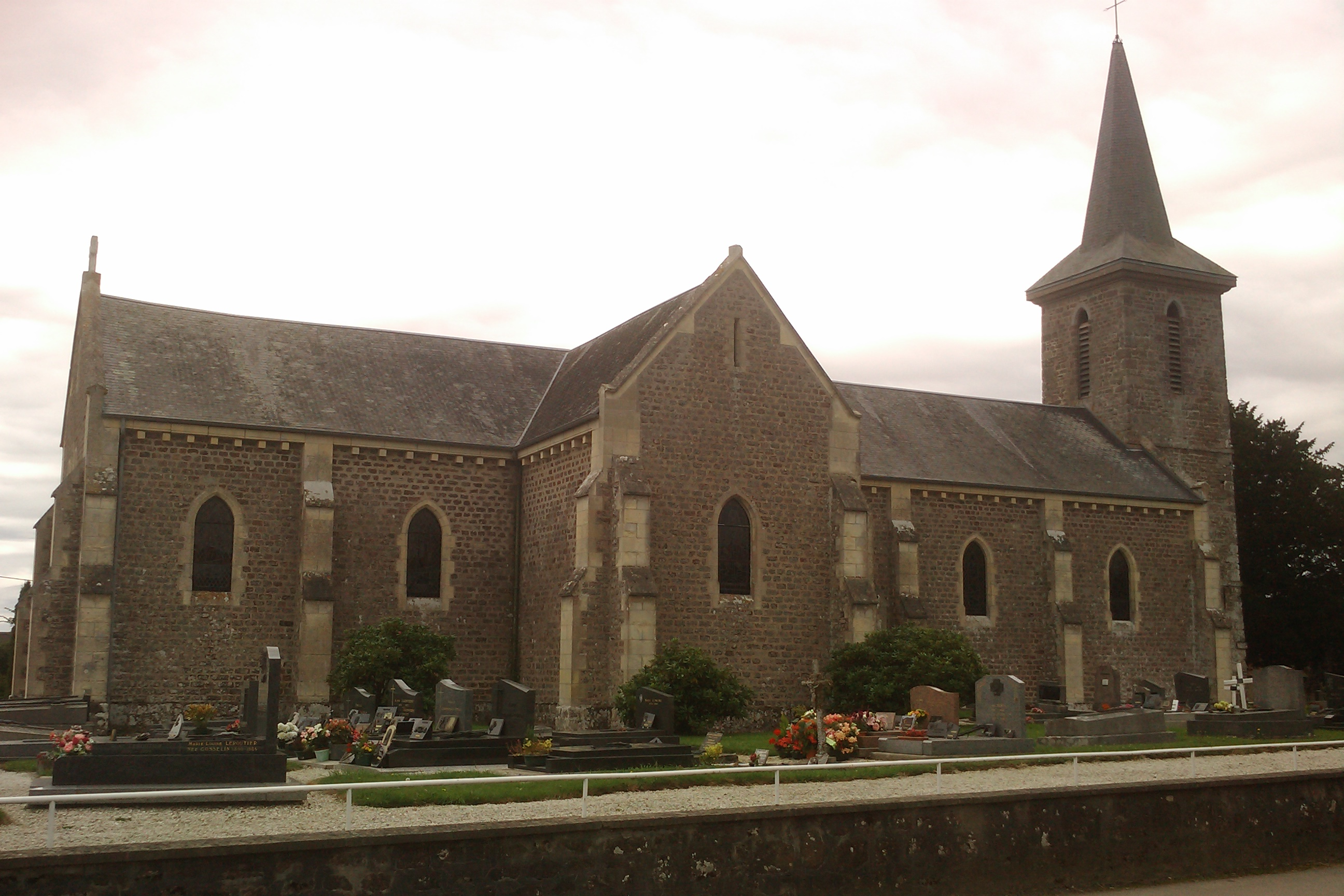
Kirche Saint-Pierre-ès-Liens in Fervaches
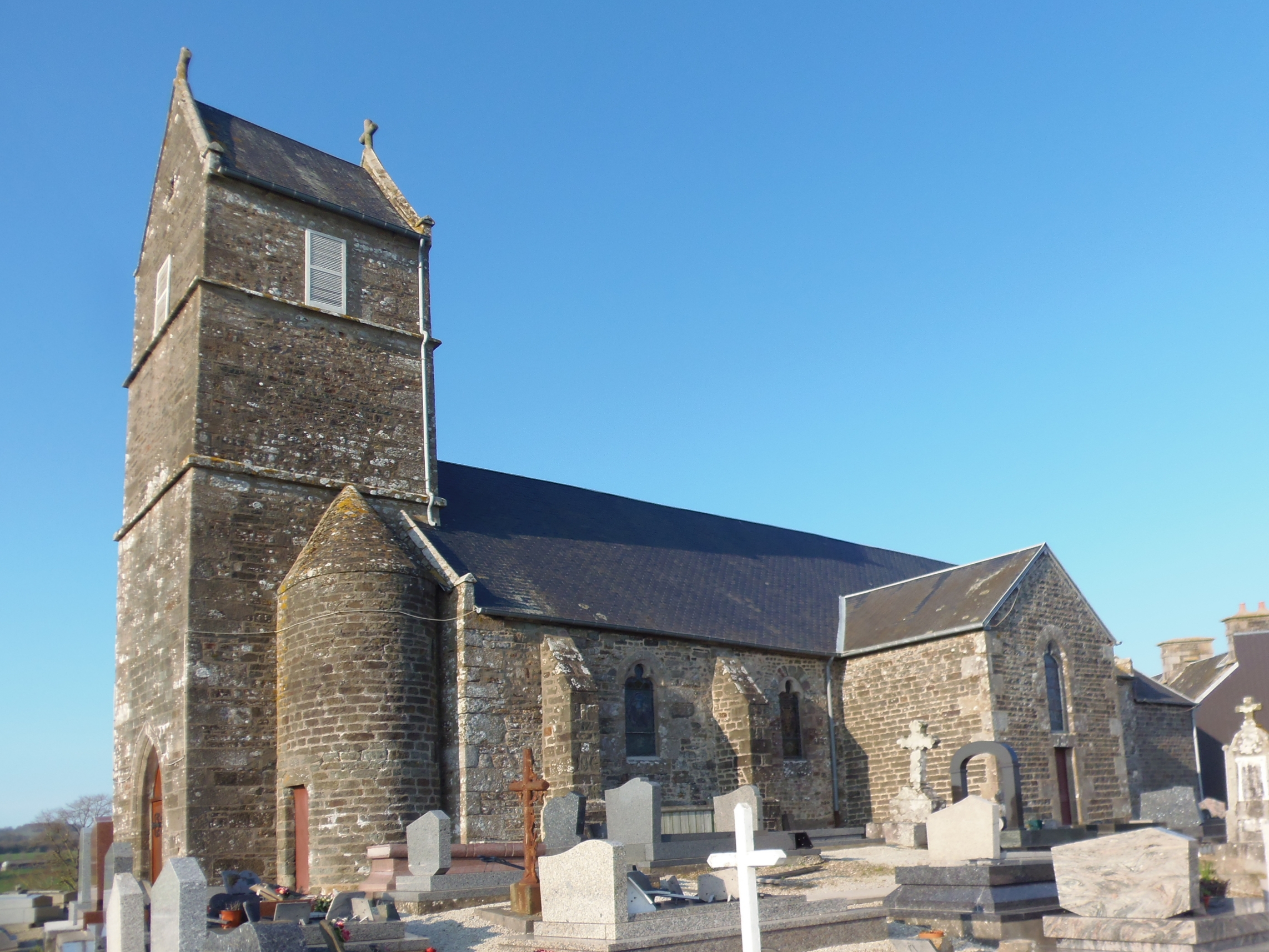
Kirche Saint-Aubin in Pleines-Œuvres

## Persönlichkeiten
- Guillaume Mauviel (1759–1814), Priester und Bischof von Aux Cayes (Haiti)
- Jean Lepage (1779–1822), Büchsenmacher, entwickelte das Karabinergewehr weiter

## Gemeindepartnerschaften
Mit den britischen Gemeinden Lydiard Tregoze und Lydiard Millicent in Wiltshire (England) besteht eine Partnerschaft.